# Cleveland Rebels
O Cleveland Rebels foi um time de basquetebol localizado em Cleveland, Ohio, que disputou somente uma temporada, na Basketball Association of America, de 1946-1947 (antecessora da moderna National Basketball Association) e obteve uma sequência de 30-30, terminando em 3º na Divisão Oeste e perdendo nos playoffs para o New York Knicks.

## Trajetória
| Temporada              | V                      | D                      | %                      | Playoffs               | Resultado               |
| Cleveland Rebels (BAA) | Cleveland Rebels (BAA) | Cleveland Rebels (BAA) | Cleveland Rebels (BAA) | Cleveland Rebels (BAA) | Cleveland Rebels (BAA)  |
| ---------------------- | ---------------------- | ---------------------- | ---------------------- | ---------------------- | ----------------------- |
| 1946-47                | 30                     | 30                     | .500                   | Lost First Round       | New York 2, Cleveland 1 |

## Principais jogadores
- Leon Brown
- Frankie Baumholtz
- Ned Endress
- George Nostrand
- Mel Riebe
- Ed Sadowski
- Kenny Sailors
- Nick Shaback